# Grete Wehmeyer
Grete Wehmeyer (* 5. Oktober 1924 in Köln; † 18. Oktober 2011 ebenda) war eine deutsche Pianistin und Musikwissenschaftlerin.

## Leben und Wirken
Grete Wehmeyer stammte aus der Familie der Kölner Schriftsteller Friedrich Wilhelm Otto (1903–1958) und Emma Wehmeyer geb. Kilian (1901–1967). Die Eltern ließen sich später scheiden.
Grete Wehmeyer studierte Musikwissenschaft, Deutsche Literatur und Philosophie an der Universität zu Köln. Ihre Doktorarbeit von 1950 hatte das Thema Max Reger als Liederkomponist. Wehmeyer absolvierte ein Klavierstudium an der Musikhochschule Köln und unternahm ab 1965 weltweite Tourneen mit kommentierten Konzerten für das Goethe-Institut. Ab 1968 war sie freie Mitarbeiterin beim WDR und anderen Sendern. Von 1982 bis 1984 hatte sie eine Gastprofessur für Klavier an der Musashino-Akademie in Tokio inne. Die Entschleunigung von klassischer Musik rückte von 1983 an in den Mittelpunkt ihrer Interessen und bildete seitdem ein zentrales Thema ihrer wissenschaftlichen Arbeit; immer unter dem Gesichtspunkt Musik ist ein der Rede ähnlicher Gesang. Einige Klavierwerke spielte sie selber im halben Tempo ein. Ein anderes Lieblingsthema war die Lachkultur (frei nach Bachtin) in der Musik. Intensiv setzte sie sich auch mit der Musik und dem Leben von Erik Satie auseinander, woraus mehrere Veröffentlichungen resultierten, darunter die Biographie Erik Satie (erstmals 1974), das deutschsprachige Standardwerk über den französischen Pianisten und Komponisten. Daneben war sie eine engagierte Lehrerin vieler Generationen von Klavierschülern.
Grete Wehmeyer lebte bis zu ihrem Tod in Köln, als Pianistin, Lehrerin und Musikwissenschaftlerin. Sie starb 2011 wenige Tage nach ihrem 87. Geburtstag. Die Familiengrabstätte befindet sich auf dem Kölner Melaten-Friedhof.

## Buchveröffentlichungen
- Max Reger als Liederkomponist. Ein Beitrag zum Problem der Wort-Ton-Beziehung. Diss. Köln 1950; Bosse Verlag, Regensburg 1955.
- Erik Satie. Eine Biographie. Bosse Verlag, Regensburg 1974; überarb. NA Kassel 1997, ISBN 3-7649-2079-3.
- Edgard Varèse. Mit Zeichnungen von L. Alcopley. Bosse Verlag, Regensburg 1977, ISBN 3-7649-2134-X.
- Carl Czerny und die Einzelhaft am Klavier oder Die Kunst der Fingerfertigkeit. Bärenreiter Verlag, Kassel 1983, ISBN 978-3-7618-0699-9.
- Gioacchino Rossini. Leben und Werk.  Biographie von Richard Osborne, Übers. von Grete Wehmeyer aus dem Englischen. List, München 1988, ISBN 3-471-78305-9; Tb: Droemer Knaur: München 1992.
- Prestißißimo!  Die Wiederentdeckung der Langsamkeit in der Musik. Kellner Verlag, Hamburg 1989, ISBN 3-927623-00-8; Tb: Rowohlt Verlag: Reinbek bei Hamburg 1989.
- Zu Hilfe! Zu Hilfe! Sonst bin ich verloren. Mozart und die Geschwindigkeit. Kellner Verlag, Hamburg 1990, ISBN 978-3-927623-10-1.
- Erik Satie. Bilder und Dokumente. Edition Spangenberg, München 1992, ISBN 3-89409-073-1.
- Höllengalopp und Götterdämmerung. Lachkultur bei Jacques Offenbach und Richard Wagner. Dittrich Verlag, Köln 1997, ISBN 3-920862-13-9.
- Erik Satie.  Rowohlt Monographien, Reinbek bei Hamburg 1998, ISBN 3-499-50571-1.
- Langsam leben. Illustrationen von Eva Spanjardt. Herder, Freiburg 2000, ISBN 3-451-27237-7.
- Kriminalgeschichte der Europäischen Klassischen Musik. E-Book 2007.

## Diskographie
- Erik Satie: Geneviève de Brabant. EMI 1 C 065-12804, 1974 (LP)
- Prestississimo. Darin: Wolfgang Amadeus Mozart: Sonate KV 310, a-Moll. Zweitausendeins, 1990.
- Ludwig van Beethoven: Sonate op. 53 (Waldstein-Sonate), Andante favori, Sonate op. 57 (Appassionata)